# Villardeciervos
Villardeciervos ist ein nordwestspanischer Ort und eine Gemeinde (municipio) mit nur noch 392 Einwohnern (Stand: 2024) im Süden der Provinz Zamora in der Autonomen Gemeinschaft Kastilien-León. Zur Gemeinde gehört neben dem namensgebenden Hauptort Villardeciervos die Ortschaft Cional.

## Lage und Klima
Villardeciervos liegt am westlichen Rand der Kastilischen Hochebene (Meseta Iberica) in einer Höhe von ca. 865 m. Die Provinzhauptstadt Zamora ist gut 80 km (Fahrtstrecke) in südöstlicher Richtung entfernt. Der Río Tera begrenzt die Gemeinde im Norden. Der Tera wird hier zum Stausee Embalse de Valparaíso aufgestaut. Das gemäßigte Kontinentalklima wird nur selten vom Atlantik beeinflusst; Regen fällt vorwiegend im Winterhalbjahr.

## Bevölkerungsentwicklung
| Jahr      | 1970 | 1981 | 1991 | 2001 | 2011 | 2021 |
| Einwohner | 672  | 597  | 600  | 527  | 474  | 403  |

## Sehenswürdigkeiten
- Kirche Mariä Himmelfahrt (Iglesia parroquial de Nuestra Señora de la Asunción)

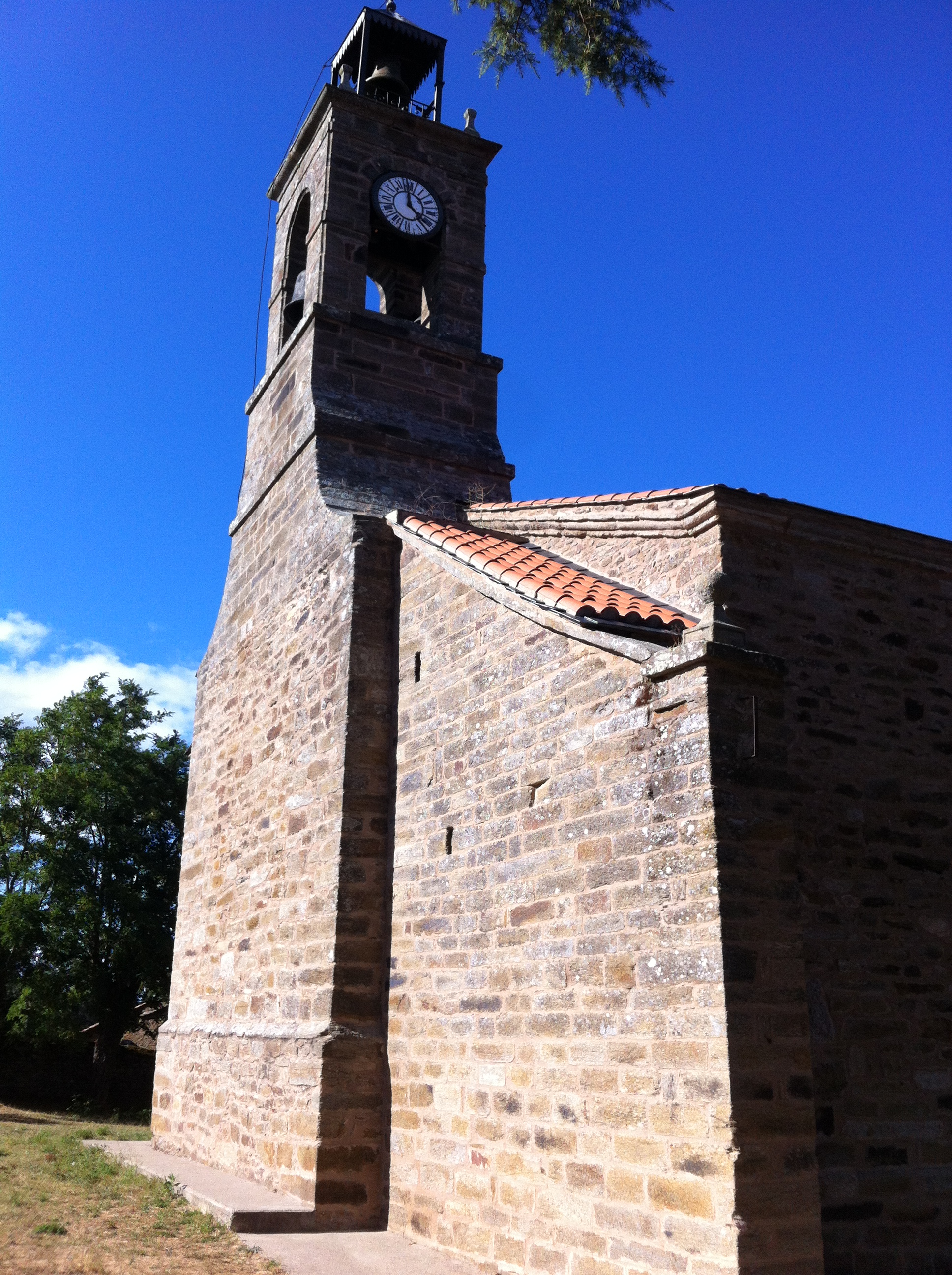
Kirche Mariä Himmelfahrt